# Breternitz

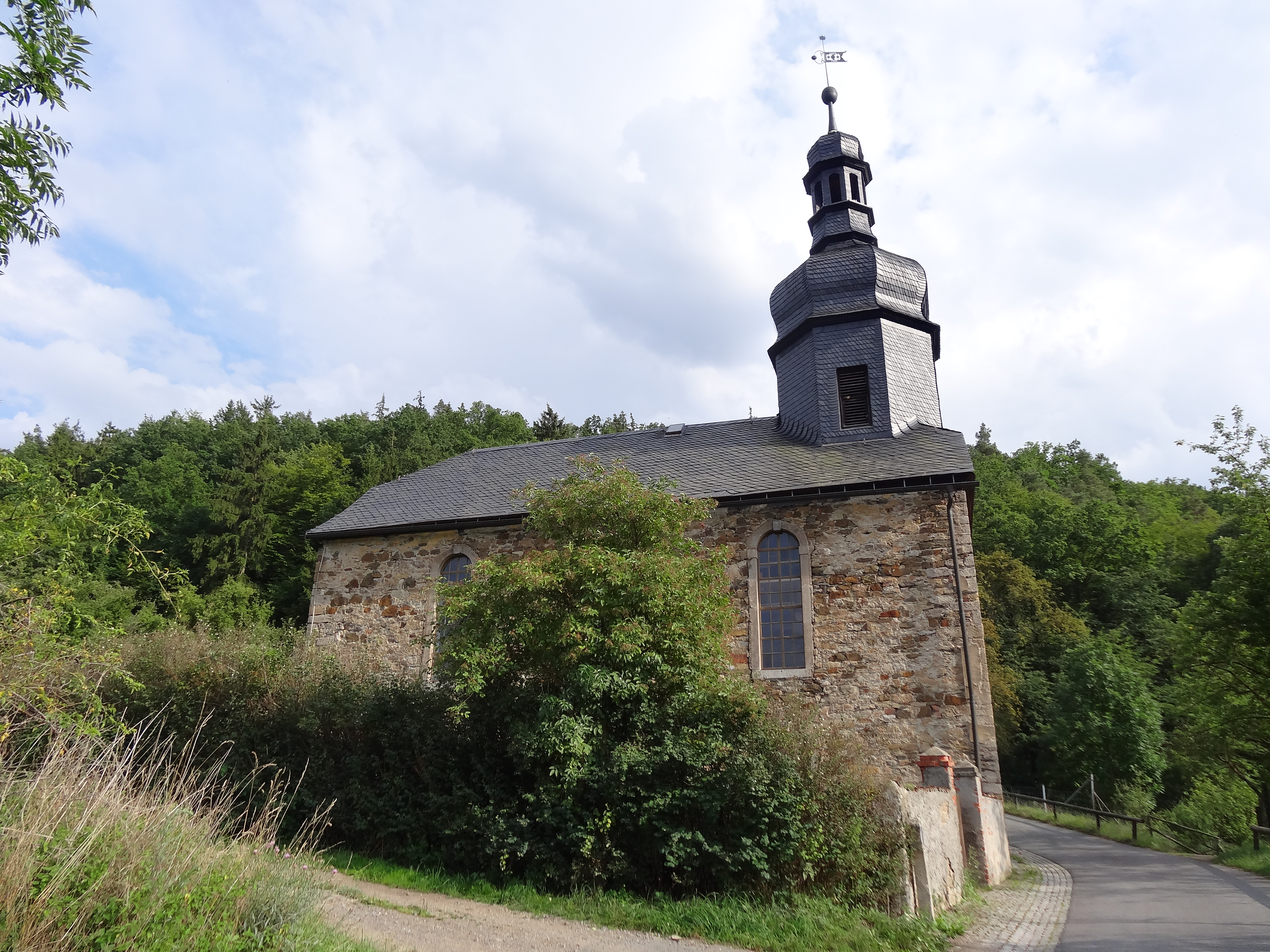
Igreja local

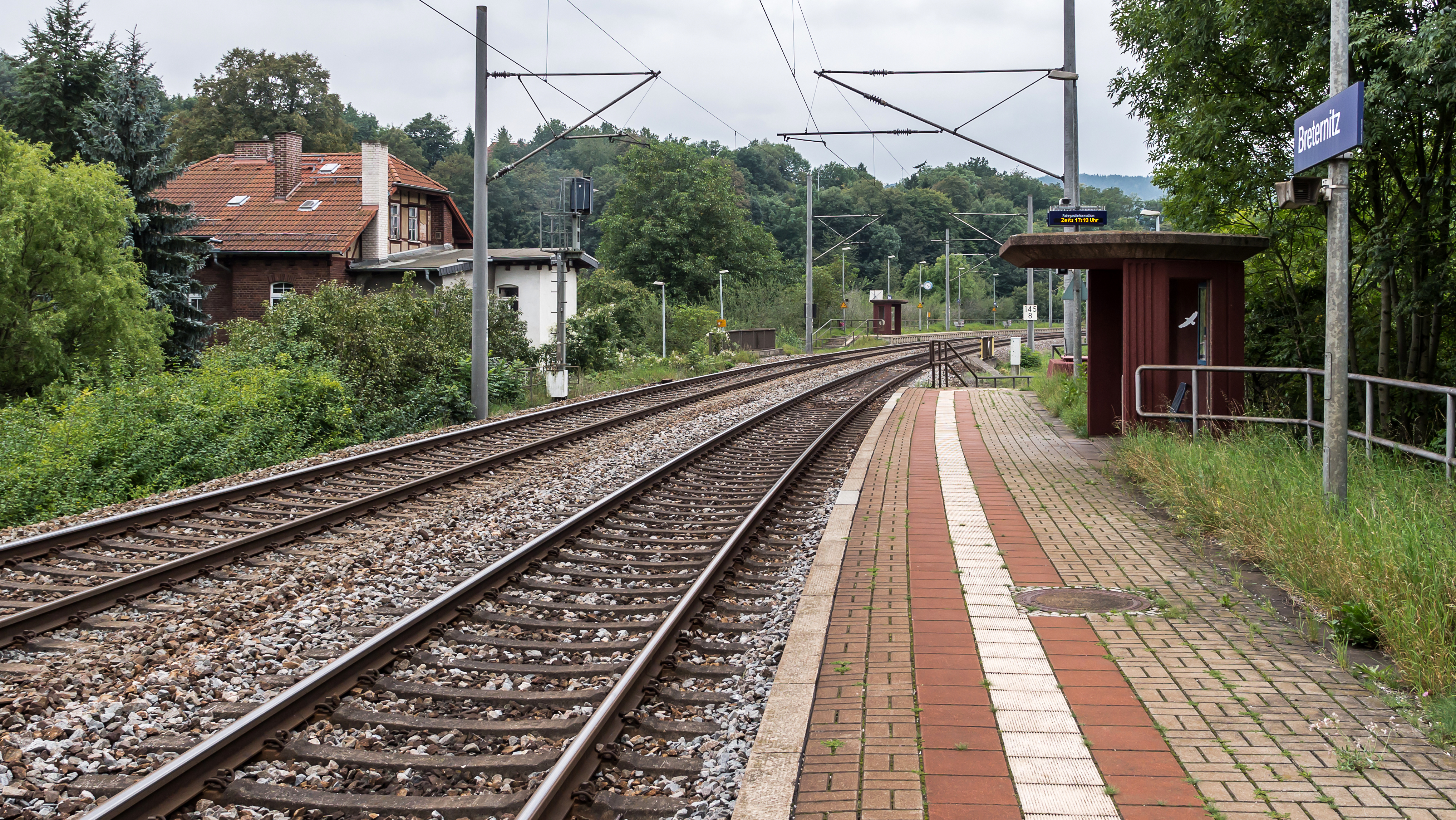
Estação ferroviária

 Breternitz é uma vila situada no estado da Turíngia e pertence desde 1994 ao município de Kaulsdorf (Saale).
Breternitz foi mencionada pela primeira vez no ano de 1074. O lugar situa-se diretamente às margens do rio Saale e conta com uma igreja como também uma estação de trem. É ligado através de uma ponte com a vizinha Fischersdorf do outro lado do rio Saale. Uma nova área residencial na periferia da vila foi  aprovada e construída em 1995.
A maior parte da população trabalha na cidade de Saalfeld/Saale ou em Kaulsdorf. Breternitz é atendida pela estrada estadual B85 de Saalfeld em direção a Kronach e por um trajeto internacional de caminhadas e de ciclovias através das montanhas.

## Infra-estrutura

### Transporte Público intermunicipal
Uma ferrovia passa por Saalfeld ligando-se à rede de linhas do ICE (trem rápido alemão) em direção à Bad Lobstein e Probstzella. Além disso existe uma conexão de ônibus para Saalfeld e Kaulsdorf.

## Cultura e lugares de interesse

### Esporte
Breternitz conta com uma Associação Esportiva SG Saaletal 51 com as modalidades de futebol (2 times) e ginástica. O primeiro time de futebol joga na Divisão de 1° Classe.

### Cultura
O ponto alto cultural anual, o Kirmes, ocorre em setembro, quando são organizados shows e exposições (organizados pelos membros da associação esportiva e outros interessados). Nos últimos dez anos tem se tornado um ponto grande de atração turística.